# 宋水仙
宋水仙（1966年6月—），贵州三都人，水族，无党派人士。中华人民共和国政治人物、第十三届全国人民代表大会贵州省代表。

## 生平
2018年，宋水仙被选为贵州省出席第十三届全国人民代表大会代表。